# Manzanares (kommunhuvudort)
Manzanares är en kommunhuvudort i Spanien.   Den ligger i provinsen Provincia de Ciudad Real och regionen Kastilien-La Mancha, i den centrala delen av landet, 160 km söder om huvudstaden Madrid. Manzanares ligger 666 meter över havet och antalet invånare är 19 186.
Terrängen runt Manzanares är platt. Runt Manzanares är det ganska glesbefolkat, med 43 invånare per kvadratkilometer. Manzanares är det största samhället i trakten. Trakten runt Manzanares består till största delen av jordbruksmark.